# Raman Sundrum
Raman Sundrum (* 1964) je americký teoretický částicový fyzik. Jeho nejznámější vědecký příspěvek je třída modelů nazývaná Randallové–Sundrumovy modely, publikované v roce 1999 s Lisou Randallovou. Je profesorem na Marylandské univerzitě v College Parku a ředitelem Marylandského centra fundamentální fyziky.
Raman Sundrum začal vysokoškolská studia na Univerzitě v Sydney v Austrálii a doktorát získal na Yaleově univerzitě v roce 1990. Poté působil jako profesor na oddělení astronomie a fyziky na univerzitě Johnse Hopkinse. V roce 2010 se přesunul na Marylandskou univerzitu v College Parku. Jeho výzkum se týká teoretické částicové fyziky, zejména se zaměřuje na teoretické mechanismy a pozorovatelné důsledky extra dimenzí časoprostoru, supersymetrie, a silně vázanou dynamiku.
Podle Scientific American.com, uvažoval o odchodu z fyziky k finanční sféře, když se zkontaktoval se svou spoluautorkou a spolupracovnicí Lisou Randallovou a navrhli společně membrány nebo "brány", jak jsou známy. Brány jsou domény z několika prostorových rozměrů ve vícerozměrném prostoru. Plody této spolupráce byly papíry známé jako RS-1 a RS-2, dva z nejvíce citovaných článků ve fyzice za posledních deset let.